# Valea Seacă (gmina w okręgu Bacău)
Valea Seacă – gmina w Rumunii, w okręgu Bacău. Obejmuje miejscowości Cucova i Valea Seacă. W 2011 roku liczyła 3867 mieszkańców.